# HMS Prince of Wales (CVF)
Принц Уэльский (англ. HMS Prince of Wales) — второй британский авианосец класса «Куин Элизабет» — новейшего и крупного класса авианосцев КВМФВ. 
Название «Принц Уэльский» чествует Принца Уэльского.

## Вооружение

### Авиация
Ожидается, что каждый из двух кораблей класса «Куин Элизабет» будет способен нести сорок единиц авиатехники, максимум тридцать шесть самолётов F-35 и четыре вертолёта. Обзор стратегической обороны и безопасности 2010 года предполагала плановое развертывание двенадцати F-35B, но типичная боевая нагрузка будет составлять 24 F-35B и несколько вертолетов. Это может быть комплект защиты морских сил из девяти противолодочных Merlin HM2 и пяти Merlin Crowsnest для воздушного раннего предупреждения; в качестве альтернативы пакет прибрежных манёвров может включать смесь Merlin HC4 и Wildcat AH1 вертолетных сил коммандос Королевского флота, Chinooks Королевских военно-воздушные сил и «Апачи» Корпуса армейской авиации.

### Система вооружения
Оборонительное вооружение включает в себя систему ближнего боя Mark 15 Phalanx для противовоздушной и противоракетной обороны, а также 30-мм автоматические малокалиберные пушки и миниганы для использования против быстроходных ударных кораблей.

## Служба
Авианосец, выйдя в феврале 2024 г. из английского порта Портсмут, участвовал в учениях НАТО Steadfast Defender 2024 у побережья Норвегии.
30 мая 2025, пройдя Суэцкий канал, «Принц Уэльский» вошел в Красное море, в рамках операции Highmast против йеменских хуситов (крупнейшем военно-морском развертывании Великобритании со времен CSG21 2021 года, когда авианосец «Королева Елизавета» отправился в тот же регион). В АУГ, помимо самого авианосца, входит только один эсминец противовоздушной-противоракетной обороны «Тип-45». Операция рассчитана на восемь месяцев.

## Происшествия
В июле 2020 года в ходе ходовых испытаний произошёл разрыв уплотнения трубы, вода затопила несколько палуб. 

В октябре 2020 года вновь произошел разрыв трубы, из-за которой затопило несколько палуб, а также сильно повредило проводку корабля. По сообщениям СМИ, ремонт корабля займёт не менее полугода; ремонт авианосца был закончен в сентябре 2023 года.
В августе 2022 года у корабля сломался гребной винт, когда авианосец выходил с базы в Портсмуте, чтобы принять участие с американскими и канадскими военными в учениях у берегов США.